# كين ريد (ربان)
كين ريد (بالإنجليزية: Ken Read)‏ هو ربان ‏ أمريكي، ولد في 24 يونيو 1961 في نيوبورت في الولايات المتحدة.

## وصلات خارجية
- كين ريد على موقع الاتحاد الدولي للملاحة الشراعية (موقع جديد) (الإنجليزية)
- كين ريد على موقع الاتحاد الدولي للملاحة الشراعية (موقع قديم) (الإنجليزية)